# 千层树

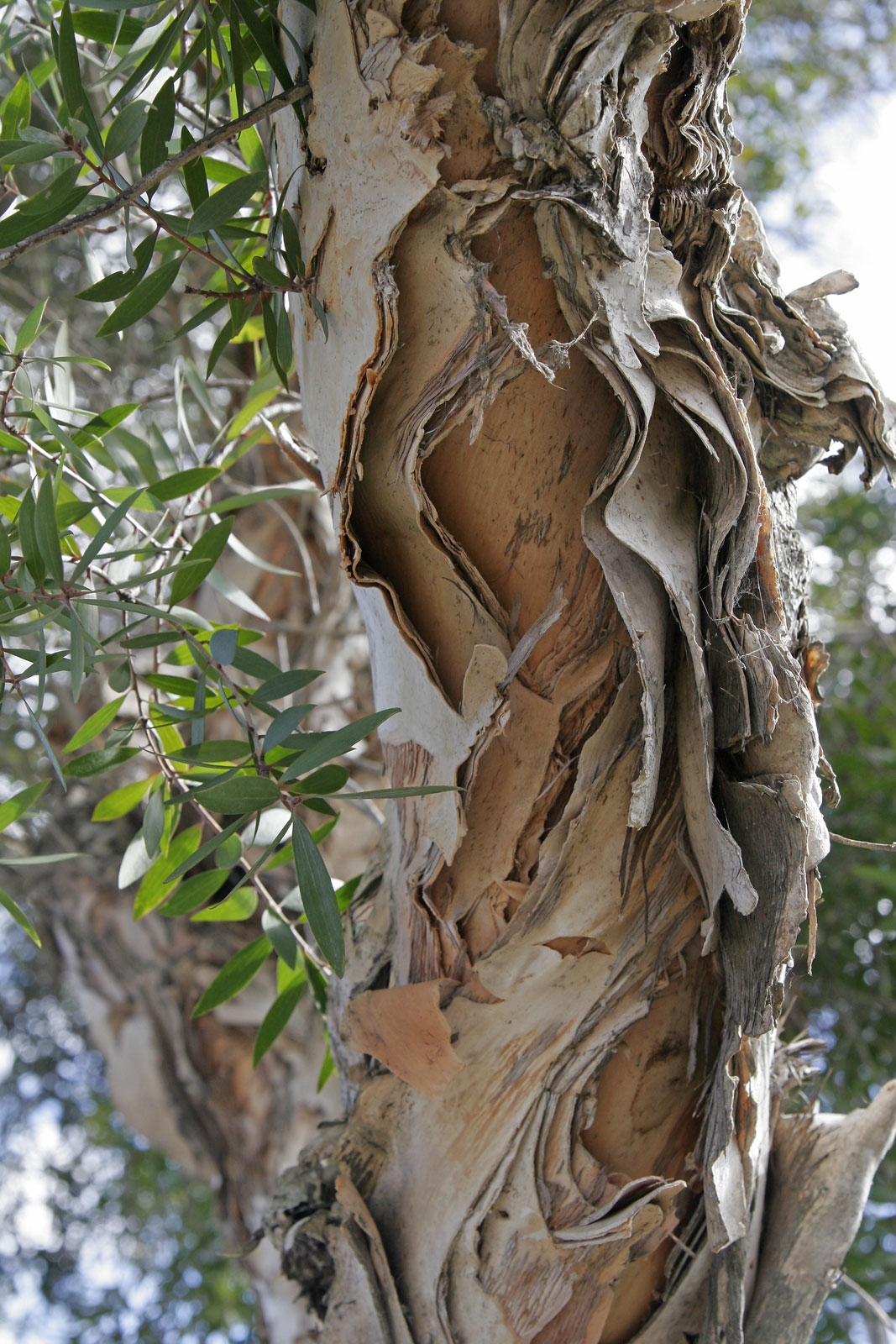
白千层树皮

千层树属（Melaleuca）又称白千層屬，是生长在澳洲的一个植物属，目前已知有236种，其中230种原产于澳洲，其余生长在印度尼西亚、新几内亚、新喀里多尼亚和马来西亚，为桃金娘科植物。野生的千层树主要生长在靠近水边或沼泽地边缘。澳洲本土的一些昆虫以千层树的叶为食。
千层树属植物的种类很多，不容易区分，一般为了和红千层区分，大都叫做“白千层”；千层树和红千层（Callistemon）亲缘关系较近，两者主要区别是千层树的雄蕊成束，红千层的雄蕊是分别独立的。也有小型的千层树属的植物被称为“蜜桃金娘”，也有可以提炼香精油的种类，由于提炼出的油叫做“茶油”而被称为“油茶树”（Melaleuca alternifolia），有的灌木树叶当年被早年移居的欧洲人作为茶的代用品。
白千层（Melaleuca cajuputi subsp. cumingiana）被引进美国亚热带地区，想以它们改造沼泽，结果成为一种入侵有害物种。在一些地方則做為行道樹。
千层树提炼的油可以应用到食品和医药工业中，因其具有抑制細菌的功用。
属名Melaleuca源于希腊语melas（黑色的）和leukos（白色的）的合成词，指树皮白色，树干黑色。

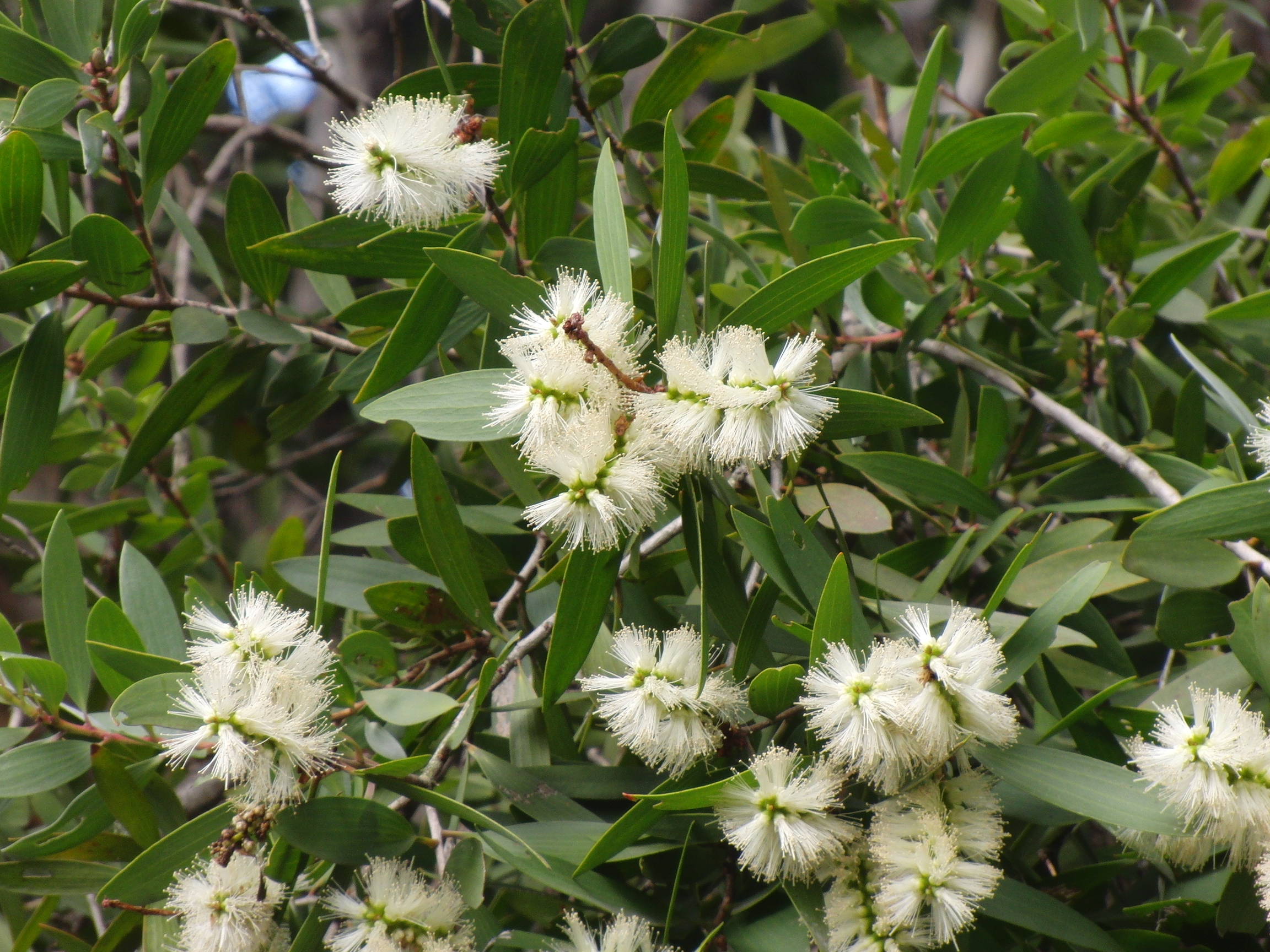
白千層的花。

## 形态
木本植物，多乔木，有些灌木，可生长2-30米高，都是属于常绿树，树皮色泽较淡，但生长在水边的树有时被树叶的颜色侵透显成棕色。由于树皮木栓形成层发达，每年会向外长而把老树皮向外推挤，树皮厚而鬆软富弹性，可一层层剥落，所以叫“千层树”。
树叶为1-25厘米长，0.5-7厘米宽，边缘光滑，颜色从深绿到灰绿，花序顶生，密穗状排列，犹如小瓶刷。花色有白色、粉红色、红色、黄色和绿色。蒴果成熟后三裂，每个内含几枚种子，种子细小线形。

## 物种
白千层属包括以下物种：
- 互叶白千层 Melaleuca alternifolia
- 下垂白千层 Melaleuca armillaris
- 黄金串钱柳 Melaleuca bracteata
- Melaleuca cajuputi
- 红梢白千层 Melaleuca cv. Claret Tops
- Melaleuca dealbata
- Melaleuca ericifolia
- 低枝白千层 Melaleuca erubescens
- 长叶白千层 Melaleuca leucadendra
- 狭叶白千层 Melaleuca linariifolia
- 细花白千层 Melaleuca parviflora
- 五脉白千层 Melaleuca quinquenervia
- 尖叶白千层 Melaleuca styphelioides
- Melaleuca viminalis
- 绿花白千层 Melaleuca viridiflora